# Слотсагер, Тобиас
То́биас Слотса́гер (дат. Tobias Slotsager; родился 1 января 2006) — датский футболист, защитник клуба «Эллас Верона».

## Клубная карьера
Уроженец Моруда (коммуна Норфюнс, Южная Дания), Тобиас начал играть в футбол в местной команде «Моруд». Изначально выступал на позициях атакующего полузащитника и нападающего, но затем стал играть в роли центрального защитника. В возрасте 13 лет присоединился к футбольной академии клуба «Оденсе». В свой 15-й день рождения подписал с клубом трёхлетний контракт.
21 мая 2022 года дебютировал в основном составе «Оденсе» в матче против «Вайле». В августе 2022 года подписал с клубом свой первый профессиональный контракт.

## Карьера в сборной
Выступал за сборные Дании до 16, до 17 и до 19 лет.